# Riyo Mori
Riyo Mori (24 de desembre de 1986, Shizuoka, Japó) és una japonesa que es feu famosa arran de la seva nominació com a Miss Univers el 2007. Posteriorment s'ha dedicat a fer algunes aparicions menors com a actriu a la televisió.

## Biografia
Riyo Mori començà a estudiar dansa a l'edat de quatre anys i més tard estudià a l'Escola de ballet Quinte del Canadà. També és diplomada de l'Escola secundària Centennial de Belleville (Canadà). El 2007, Riyo Mori va ser elegida Miss Japó i després, el 15 de març de 2007, Miss Univers a Mèxic.
Va ser la segona Miss Univers japonesa de la història, després d'Akiko Kojima el 1959. Mori és l'onzena dona d'origen asiàtic guanyadora del concurs; l'onzena va ser Lara Dutta de l'Índia, que fou Miss Univers el 2000. Després de l'obtenció del seu títol ha aparegut a algunes sèries televisives i a Pageant Place, un programa de MTV.